# Cesta pohádkovým lesem

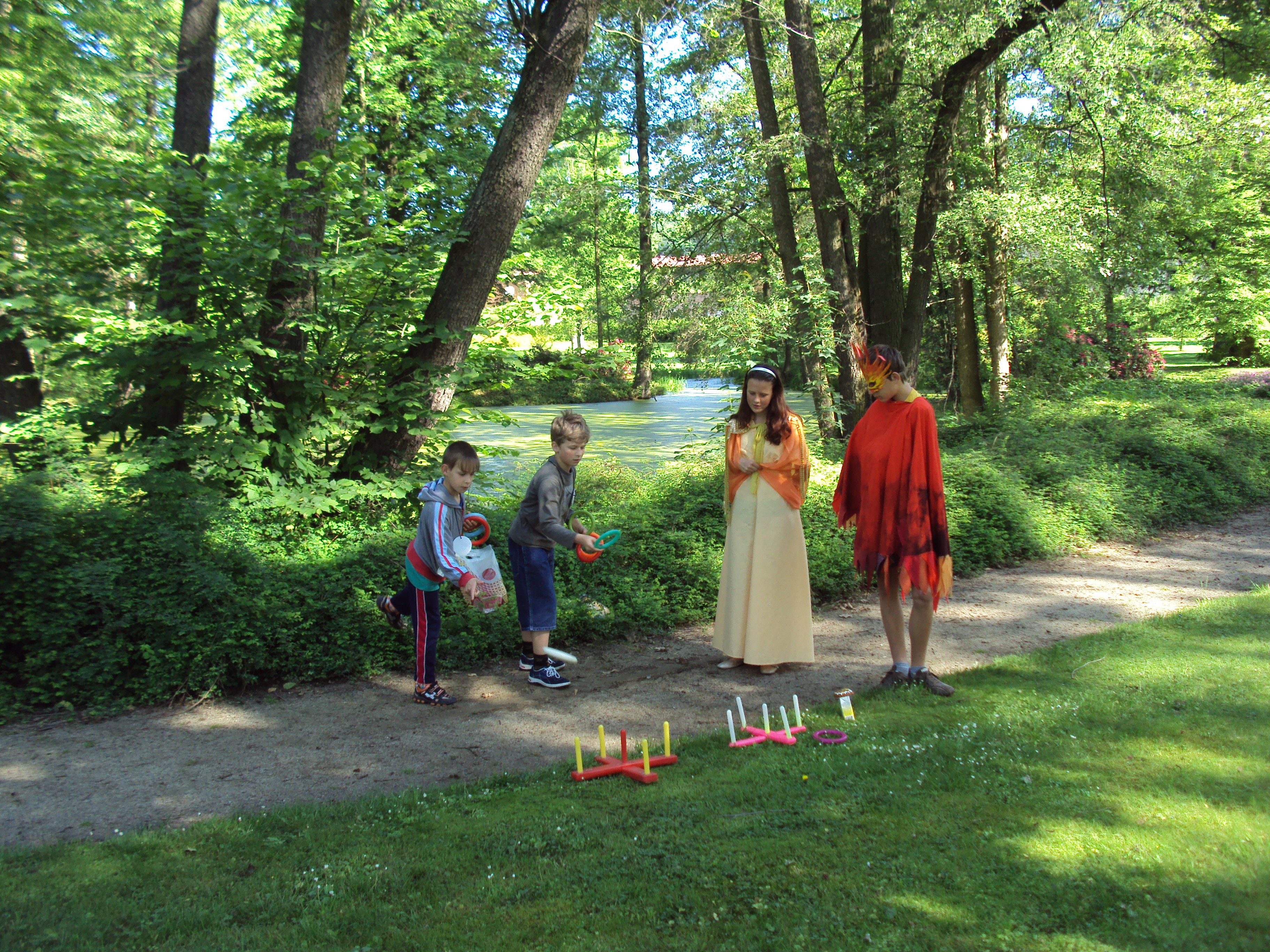
Stanoviště na trase Pohádkového lesa, Zákupy 2010

Cesta pohádkovým lesem, či jen Pohádkový les je akce pro děti s dlouhou tradicí, konaná na mnoha místech České republiky nejen k Mezinárodnímu dni dětí (v ČR kolem 1. června).  Cesta přírodou je zpestřena pořadateli v oblečení za pohádkové bytosti známé z pohádek. Ti pak zpravidla zadávají dětem různé úkoly, za jejichž splnění jsou děti chváleny a odměňovány.

## Popis akce
V parku, příměstském lesíku či lese je vytyčena trasa pro děti. Má své stanoviště startu i cíle. Na trase je řada dalších stanovišť, kde děti dostávají úkoly od pořadatelů oblečených do různých masek, zejména známých postav z pohádek.  Počet stanovišť, ani výčet možných úkolů není stanoven, záleží na možnostech a schopnostech pořadatelů.  Totéž platí o způsobu odměňování dětí, lze dát ocenění na každém stanovišti, či v cíli.

### Příklady úkolů na stanovištích

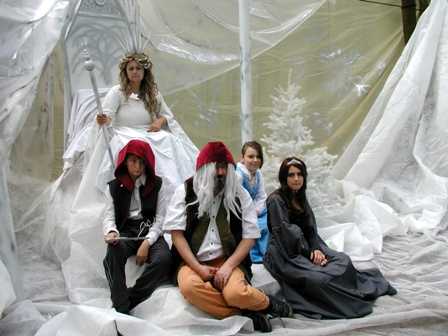
Stanoviště Pohádkového lesa v Jiříkově 2008

Hod na cíl, recitace básničky, test znalostí pohádek, poznávání květin, druhů koření, kreslení, přechod lávky.